# Fairytale (canção de Eneda Tarifa)
"Fairytale" é uma canção da cantora albanesa Eneda Tarifa. Esta canção representou a Albânia em Estocolmo, Suécia no Festival Eurovisão da Canção 2016, na 2ª semifinal, no dia 12 de maio de 2016, não conseguindo passar à final, em virtude de ter alcançado apenas o 16º lugar e 45 pontos.